# Retrato de Charlotte du Val d'Ognes
Retrato de Charlotte du Val d'Ognes es una pintura de 1801 obra de Marie-Denise Villers perteneciente desde 1922 a la colección del Museo Metropolitano de Arte.

## Historia

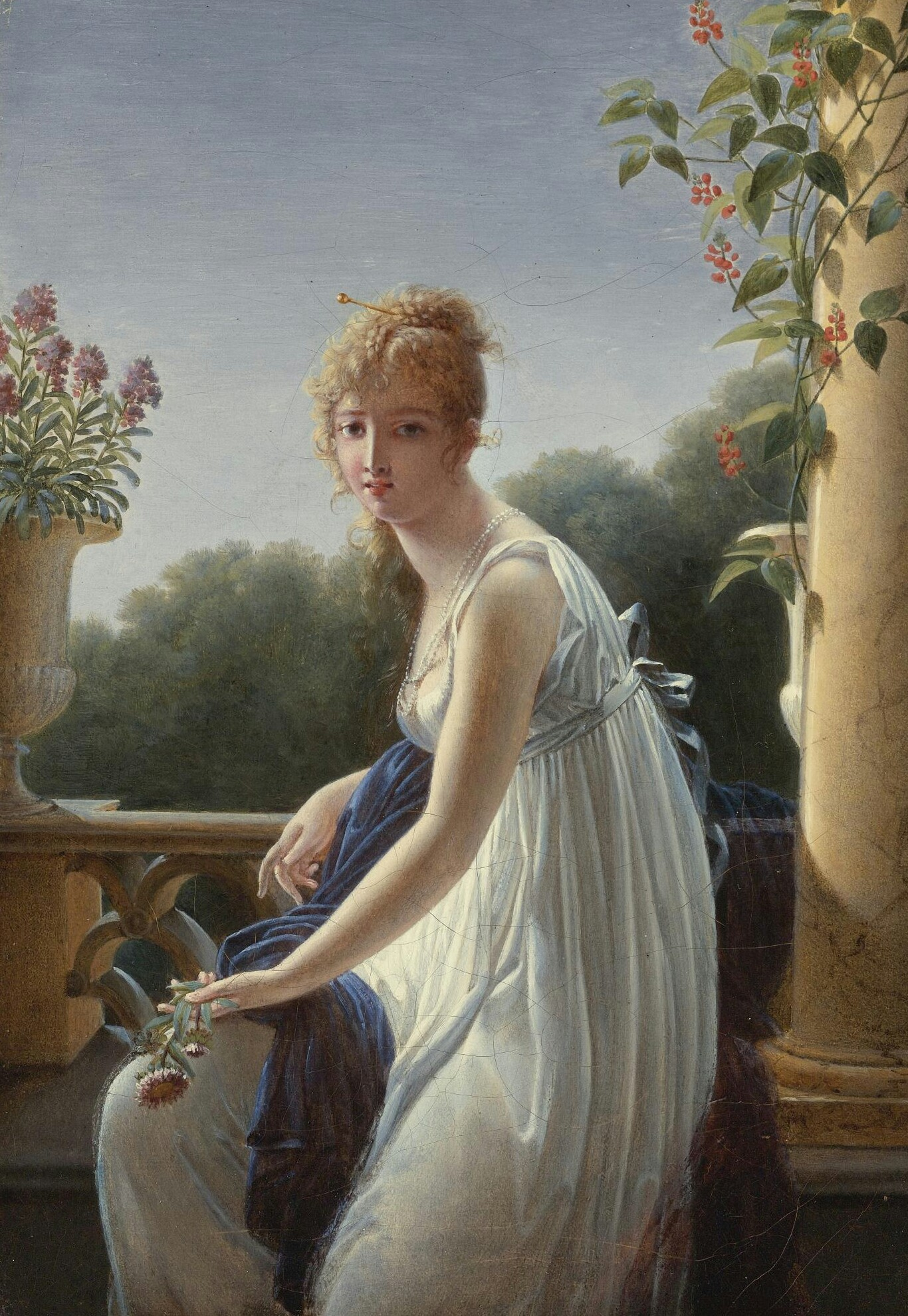
Una mujer joven sentada junto a una ventana, por Marie-Denise Villers.

Debido a la ausencia de firma, la obra ha sido erróneamente atribuida a diferentes artistas a lo largo de los años. Fue exhibida por vez primera en el Salón de París en 1801, año en que Jacques Louis David boicoteó la exposición.
El Museo Metropolitano de Arte adquirió el cuadro, atribuido a David, por 200.000 dólares en 1922. En 1951, Charles Sterling y el museo admitieron que probablemente la pintura no era de su autoría. Sterling advirtió en un principio el posible error debido a que David había boicoteado la exposición de 1801, siendo la incorrecta atribución reconocida por el museo en el boletín del mes de enero de 1951. La pintura pasó entonces a ser considerada obra de Constance Marie Charpentier debido a algunas evidencias halladas en otras exhibiciones en el Salón de París que  indicaban su posible autoría; si bien el nombre de David no fue descartado hasta 1977. La reatribución de Sterling a Charpentier se basó, además, en un análisis de una obra suya, Melancolía (1801).
Posteriormente, en 1996, Margaret Oppenheimer llegó a la conclusión de que la obra debía ser atribuida a Marie-Denise Villers, basándose esta afirmación en la modelo empleada por Villers en su obra Una mujer joven sentada junto a una ventana.

## Composición y análisis

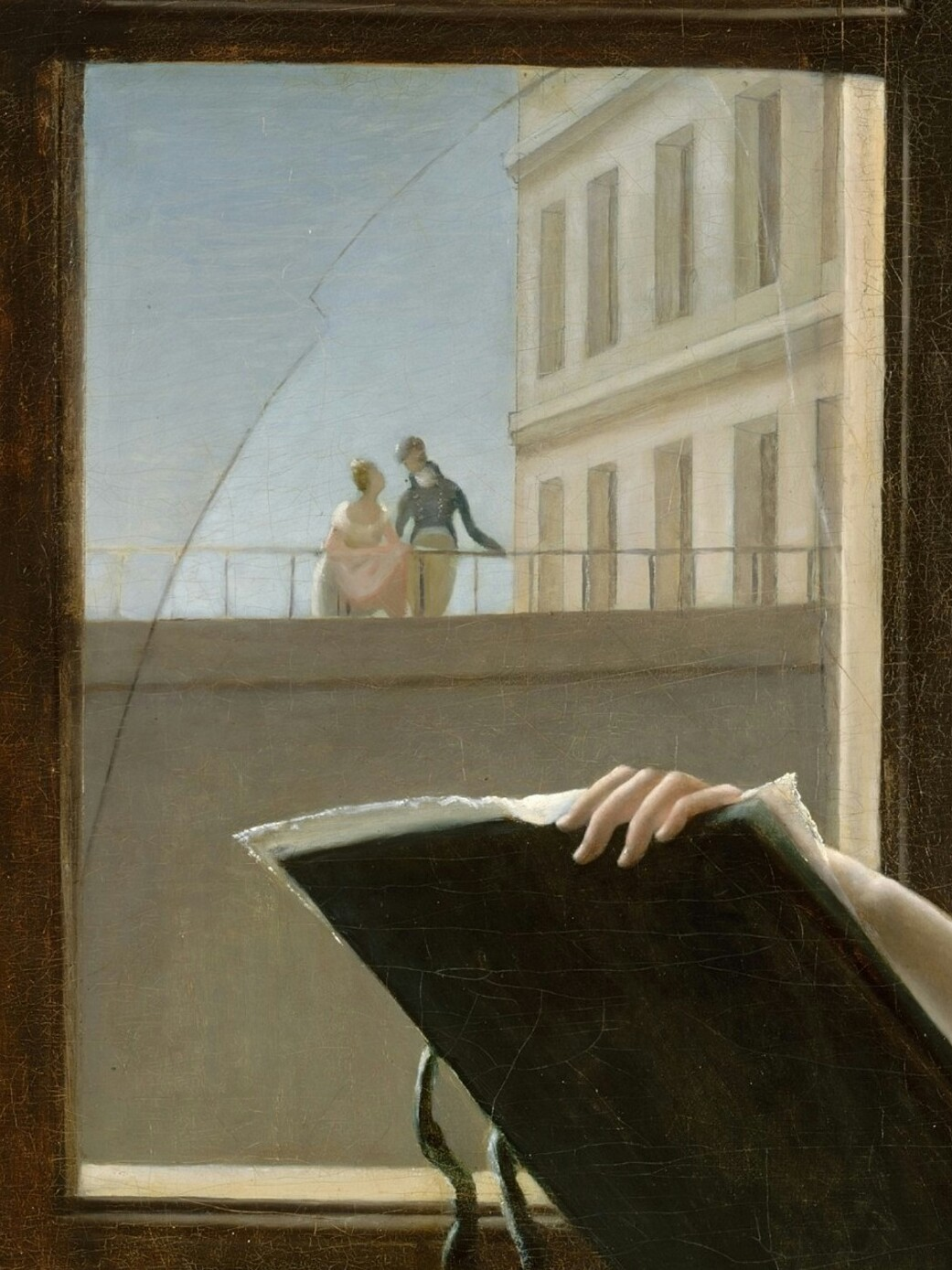
Detalle de la pareja vista a través de la ventana rota.

La obra representa a una mujer dibujando sentada frente a una ventana rota, pudiendo observarse tras ella a una pareja situada en un balcón. Valerie Mainz, en el "Concise Dictionary of Women Artists" (2001), describe la ventana rota como un "tour de force del arte del pintor distinguiendo, en su efecto trampantojo, la vista de la escena afuera como para ser vista sólo en parte a través del cristal". Por su parte, la historiadora de arte Ann Higonnet afirmó en 2014 que la habitación mostrada en la pintura es una de las galerías del Museo del Louvre.
En un principio, cuando se presumía que el cuadro era obra de David, se asumió que la mujer retratada era su estudiante, la cual supuestamente dibujaba a David mientras éste a su vez la pintaba a ella. Andre Maurois afirmó que esta obra era "un cuadro perfecto, inolvidable". Asimismo, la crítica de la obra en la época anterior a la atribución a Charpentier fue en general positiva. No obstante, Sterling, tras declarar que David no era el autor, afirmó que la obra era un "despiadado retrato de una inteligente, acogedora mujer". Del mismo modo, Sterling declaró también que la anatomía del retrato era incorrecta. Otros críticos empezaron también a encontrar defectos en el cuadro, por lo que dejó definitivamente de ser considerado obra de David para ser atribuido a Charpentier. James Laver escribió sobre el cuadro en 1964: "Aunque la pintura es extremadamente atractiva como parte de un periodo, hay ciertas debilidades de las cuales un pintor del calibre de David no habría sido culpable". Desde una perspectiva más moderna, Germaine Greer escribió que la pintura "no busca encantar, ni busca retratar la vitalidad sexual de su modelo", sintiendo además que se trataba de una pintura feminista. Del mismo modo, otros críticos feministas empezaron a describir a la obra como tal.
La galería del Louvre descubierta en el retrato gracias a Higonnet en 2014 era usada por mujeres para la enseñanza y la instrucción en el arte, por lo que Higonnet considera que la pintura constituye un retrato de una mujer hecho por una mujer. La dama retratada, Charlotte du Val d'Ognes, había mostrado interés en convertirse en una artista profesional, si bien abandonó la idea tras contraer matrimonio. Bridget Quinn describió la pintura como un momento en que "dos mujeres jóvenes anhelando crear arte se encuentran en un breve periodo de oportunidad, cuando la instrucción, la exhibición e incluso la fama eran posibles".